# Somasoaivve
Somasoaivve är ett berg i Finland. Det ligger i Enontekis i den norra delen av landet, 1 000 km norr om huvudstaden Helsingfors. Toppen på Somasoaivve är 884 meter över havet, eller 124 meter över den omgivande terrängen. Bredden vid basen är 3,8 km.
Terrängen runt Somasoaivve är kuperad västerut, men österut är den platt.  Trakten runt Somasoaivve är nära nog obefolkad, med mindre än två invånare per kvadratkilometer. Det finns inga samhällen i närheten. Omgivningarna runt Somasoaivve är i huvudsak ett öppet busklandskap.